# Dili

Mapa Dili a okolí

Dili (někdy také Díli) je hlavním a současně také největším městem Východního Timoru, leží na severním pobřeží ostrova Timor. Město obývá 222 000 obyvatel (rok 2015), nachází se zde Univerzita Východního Timoru a mezinárodní letiště.

## Historie
Dili bylo osídleno portugalskými osadníky v roce 1520 a v roce 1596 se stalo hlavním městem Portugalského Timoru. Během 2. světové války bylo město okupováno japonskými vojáky od února 1942 až do jejího konce v září 1945. 28. listopadu 1975 se Dili stalo hlavním městem nově vzniklého státu Východní Timor, ale 7. prosince město obsadila Indonésie a 17. července 1976 anektovala Východní Timor jako svou 27. provincii s centrem právě v Dili. 20. května 2002 byl pod dohledem OSN obnoven stát Východní Timor a Dili se tak znovu stalo hlavním městem nezávislého státu. V květnu 2006 zasáhly město nepokoje, které ve městě napáchaly značné škody. Vyústily až v evakuaci cizích státních příslušníků, kteří se právě nacházeli v Dili, a k zahraniční intervenci a následnému znovunastolení pořádku. V roce 2016 se situace zklidnila.

### Kulturní památky
- Cristo Rei – socha Krista,
- Katedrála Neposkvrněného Početí Panny Marie – hlavní kostel římskokatolické arcidiecéze v Dili a největší kostel v jihovýchodní Asii,
- Motael Church (Igreja de Santo António de Motael) – původně nejstarší kostel v zemi postavený kolem roku 1800; nynější budova je z roku 1955,
- Resistance Museum – muzeum připomínající 25 let odporu proti indonéské okupaci země.

## Ekonomika
Dili je komerčním centrem a nejvýznamnějším přístavem v zemi. Hlavními hospodářskými odvětvími jsou výroba keramiky, mýdla a parfémů a zpracovávání kávy.

## Partnerská města
- Barcelona, Španělsko (červen 2008)
- Canberra, Austrálie (červen 2004)
- Coimbra, Portugalsko (2002)
- Darwin, Austrálie (září 2003)
- Macao, Čína (červen 2002)
- Manila, Filipíny (listopad 2011)
- Okinawa, Japonsko (listopad 2005)
- São Paulo, Brazílie
- Sydney, Austrálie (září 2010)